# Traktove (Krasnogvardiske)
|  | Per a altres significats, vegeu «Traktove». |

Traktove (en (ucraïnès): Трактове, en rus: Трактовое) és un poble de la República Autònoma de Crimea, a Ucraïna, que el 2014 tenia 372 habitants. Pertany al districte de Krasnogvardiiske.